# Hail, Caesar!
Hail, Caesar! —titulada ¡Salve, César!, en Hispanoamérica, y ¡Ave, César!, en España— es una película cómica estadounidense de 2016 escrita, dirigida, producida y montada por los hermanos Coen. La película es protagonizada por Josh Brolin, George Clooney, Alden Ehrenreich, Ralph Fiennes, Jonah Hill, Scarlett Johansson, Frances McDormand, Tilda Swinton y Channing Tatum, y con la participación de Michael Gambon, como narrador. Cuenta la historia ficticia de Eddie Mannix (Brolin), un «mediador» de la vida real que trabaja en la industria del cine de Hollywood durante la década de 1950 e intenta descubrir qué le sucedió a un actor estrella (Clooney), desaparecido durante la filmación de la película Hail, Caesar, que aborda la conversión de un romano al cristianismo.
Se habló por primera vez del proyecto en 2004, la película iba a estar ambientada en la década de 1920 y trataría sobre actores de una obra acerca de la antigua Roma. El proyecto se pospuso hasta que, a finales de 2013, los Coen confirmaron que se encontraba en desarrollo. La filmación comenzó el 10 de noviembre de 2014 en Los Ángeles, California. La película se estrenó el 1 de febrero de 2016 en Los Ángeles, el 6 de febrero en el resto de los Estados Unidos y abrió el Festival Internacional de Cine de Berlín el 11 de febrero.
Hail, Caesar! recaudó 63 millones de dólares en todo el mundo y recibió críticas positivas, aunque la respuesta del público fue menos entusiasta. Fue seleccionada por el National Board of Review como una de las diez mejores películas de 2016, y recibió una candidatura a los Premios Oscar en la categoría mejor diseño de producción.

## Argumento
En 1951, Eddie Mannix (Josh Brolin) es el director de la producción en Capitol Pictures y un «mediador» que impide que los escándalos de los actores se difundan en la prensa. La Lockheed Corporation le ha ofrecido un puesto como ejecutivo de alto nivel, pero no está seguro de aceptar el empleo. Cuando la actriz soltera de natación sincronizada DeeAnna Moran (Scarlett Johansson) queda embarazada, Mannix hace los arreglos para que ponga al bebé en cuidado temporal y luego lo adopte sin que se sepa quién es la madre. A menudo, tiene que lidiar con indagaciones de Thora y Thessaly Thacker (hermanas gemelas idénticas,  interpretadas por Tilda Swinton),  columnistas rivales en el mundo del espectáculo.
La producción más grande del estudio es Hail, Caesar!: A Tale of the Christ, una cinta épica ambientada en la antigua Roma y protagonizada por Baird Whitlock (George Clooney). Durante una escena, Whitlock bebe una copa de vino adulterada por un extra (Wayne Knight); queda inconsciente mientras ensayaba diálogos atrás del estudio de sonido, y es secuestrado. Pronto, llega una nota de rescate, escrita por un grupo que firma como «El futuro», que pide 100 mil dólares. Mannix consigue el dinero en el departamento de contabilidad del estudio como «efectivo para gastos menores». Whitlock despierta en una casa en la playa y se encuentra con una reunión de «El futuro», una célula comunista. Los miembros, que se presentan mayoritariamente como escritores de la industria del cine, le explican su ideología y comienzan a convencerlo acerca de su causa. Al mismo tiempo, Thora Thacker amenaza a Mannix con publicar un artículo sobre un escándalo relacionado con una película anterior, On Wings As Eagles. Mannix negocia con ella para que posponga la historia durante un día, a cambio de información sobre la vida romántica de varios actores.
Mientras tanto, el cantante y estrella del western Hobie Doyle (Alden Ehrenreich) es seleccionado para un drama histórico dirigido por el distinguido Laurence Laurentz (Ralph Fiennes) en un intento del estudio por ampliar la popularidad del actor. Después de que la actuación inicial de Doyle es irremediablemente torpe, Laurentz visita a Mannix y le pide que saque a Doyle del proyecto para poder conservar el valor artístico de la película. Mannix le informa a Laurentz que el papel de Doyle no es negociable y lo convence de que trabaje con el joven actor para conseguir un mejor resultado. Más tarde, Doyle va a la oficina de Mannix y admite que el papel está lejos de su zona de confort. Mannix le asegura que tiene las habilidades actorales necesarias y también le recuerda el buen trato que el estudio ha tenido para con él.
Esa tarde, Doyle asiste al estreno de uno de sus westerns con la actriz Carlotta Valdez (Verónica Osorio), por instrucciones de Mannix. Después de la película, Doyle y Valdez van a un pub, donde ambos desarrollan una química genuina, hasta que son interrumpidos por las hermanas Thacker, quienes tratan de conseguir una primicia acerca de su relación. De repente, Doyle logra identificar al otro lado de la sala el maletín que contiene el dinero del rescate, reconociéndolo debido a que le había prestado a Mannix su cinturón para mantenerlo cerrado. El maletín es portado por Burt Gurney (Channing Tatum), estrella de una comedia de marinos durante la guerra.
Doyle sigue a Gurney hasta la casa de la playa en Malibú pero, después de entrar a la casa, solo encuentra a Whitlock. Los miembros de «El futuro» reman un bote que lleva a Gurney mar adentro para su encuentro con un submarino soviético y huye a Rusia. Los miembros de «El futuro» le dan dinero para la causa comunista. Al abordar, su perro Engels salta hacia él desde el bote, lo que provoca que suelte el maletín, que se hunde en el océano. Doyle vuelve con Whitlock al estudio justo antes de que la policía llegue a la casa de la playa para arrestar al grupo.
Una vez en el estudio, Whitlock trata de explicar sus aprendizajes sobre el comunismo a Mannix, quien lo interrumpe abruptamente, lo abofetea varias veces y le ordena que termine su rol en Hail, Caesar!. Thora se reúne con Mannix y le informa que la columna que planea publicar sobre On Wings As Eagles revelará que Whitlock consiguió el papel protagónico en la película después de tener sexo con Laurentz. Sin embargo, Mannix ya había deducido que su fuente de información es Gurney, y la convence de no dar a conocer la historia debido a que Gurney es comunista, lo que haría que su propia reputación se vea afectada por asociación. DeeAnna se casa con Joseph Silverman (Jonah Hill), agente de finanzas que había aceptado tomar su bebé en cuidado temporal. Mannix decide rechazar la oferta de Lockheed y continuar trabajando en Capitol.

### Contexto histórico
Ambientada en 1951, Hail, Caesar! se sitúa en una época transitoria para la industria del cine. El sistema de estudios estaba desapareciendo y una ley de la Corte Suprema de los Estados Unidos había forzado a los estudios a deshacerse de sus cines. La televisión, en ese entonces todavía en sus primeros años, amenazaba con quitarle público al cine. La Guerra Fría y el temor rojo estaban en progreso. Hollywood respondía creando productos escapistas: westerns, espectáculos acuáticos y de danza altamente coreografiados, y, como sugiere el título de la película, películas épicas sobre los romanos.
En su trabajo como columnista del  The Washington Post, Kristen Page-Kirby notó que la nostalgia por el cine clásico de Hollywood está muy filtrada por el paso del tiempo. «Es fácil mirar hacia atrás a cualquier parte del pasado y decir: “Sí, así es cómo debería ser hoy en día”». Hail, Caesar! incluye películas horribles para mostrar que, mientras todos recordamos el año 1946, por cosas como El despertar y Notorious, también nos dio Tarzan and the Leopard Woman. Los Coen citaron sus propios ejemplos de películas y actuaciones malas de la época que vieron en la televisión durante su niñez: Suave como el visón (1962), y Laurence Olivier utilizando maquillaje color caoba junto a Charlton Heston en Kartum (1966). «Nos encantaban esas cosas. Solo que no nos dábamos cuenta de que estábamos mirando basura», dijo Joel Coen.

## Reparto
- Josh Brolin como Eddie Mannix, un «mediador» que mantiene los escándalos de los actores fuera del conocimiento de la prensa.[11][12]
- George Clooney como Baird Whitlock, una estrella de cine al estilo Kirk Douglas.[13][14]
- Alden Ehrenreich como Hobie Doyle, un actor al estilo Kirby Grant y cliente de Mannix.[15][16]
- Ralph Fiennes como Laurence Laurentz, un afamado director europeo de cine.[17]
- Scarlett Johansson como DeeAnna Moran, una actriz al estilo Esther Williams.[18][15]
- Tilda Swinton como Thora Tacker / Thessaly Tacker, columnistas de farándula gemelas rivales entre sí, imitando la rivalidad entre Hedda Hopper y Louella Parsons.[19]
- Frances McDormand como C.C. Calhoun, una montajista.[16][20]
- Channing Tatum como Burt Gurney, un misterioso actor y bailarín al estilo Gene Kelly, y cliente de Mannix.[19]
- Jonah Hill como Joseph Silverman, un agente que trabaja para el estudio.[18][15]
- Heather Goldenhersh como Natalie, secretaria de Mannix.[21]
- Alison Pill como Mrs. Mannix, esposa de Eddie.[22]
- Emily Beecham como Dierdre, actriz compañera de Hobie Doyle en su debut fuera de los western.[23]
- Wayne Knight como extra y guionista comunista cuyo nombre se desconoce, lleva a cabo el secuestro de Baird Whitlock.[24][25]
- Max Baker como John Howard Hermann, líder del «grupo de estudio» de columnistas comunistas.[26]
- Christopher Lambert como Arne Slessum, un cineasta escandinavo que tiene una aventura con DeeAnna.[27]
- Fred Melamed como Fred, un guionista comunista.
- Patrick Fischler como Benedict, un guionista comunista.[26]
- David Krumholtz como un guionista comunista.[26]
- Fisher Stevens como un guionista comunista.[26]
- Clancy Brown como el coprotagonista de Hail, Caesar!: A Tale of the Christ[26]
- John Bluthal como Herbert Marcuse
- Robert Picardo como un rabino.[28]
- Dolph Lundgren como el comandante del submarino soviético.[29][30]
- Alex Karpovsky como Mr. Smitrovich[26]
- Jack Huston como Cad in Cab.
- Michael Gambon como el narrador.[14][31]

## Producción

### Desarrollo
Los hermanos Coen le mencionaron por primera vez la idea a George Clooney en 1999 durante la filmación de O Brother, Where Art Thou?, Ethan la describió como un «experimento mental» más que un proyecto tangible. En julio de 2004 se confirmó la existencia del proyecto. La historia, una comedia, era originalmente descrita como «una compañía de actores en los años 1920 realizando una obra sobre la antigua Roma», centrada en un ídolo de matiné. George Clooney iba a interpretar el personaje principal y también se mencionó el nombre de Tim Blake Nelson como una posibilidad. En febrero de 2008, los Coen dijeron que la película no tenía guion, pero existía como idea. Además declararon que sería la tercera de la «Trilogía estúpida» con Clooney, sucediendo a O Brother, Where Art Thou? (2000) e Intolerable Cruelty (2003). Finalmente sería la cuarta película de la trilogía con Clooney: «La llamamos trilogía. Porque es una trilogía cabeza hueca. Y sólo ese tipo de trilogía puede tener una cuarta parte», comentó Ethan.
El proyecto fue mencionado en diciembre de 2013 en una entrevista sobre Inside Llewyn Davis. Joel Coen reveló que estaban «trabajando» en Hail, Caesar!, y que sería posiblemente su próximo proyecto. Los Coen confirmaron el desarrollo de la película en mayo de 2014, con el argumento ahora centrado en un «mediador» trabajando en la industria de Hollywood en los años 1950.

### Preproducción
En diciembre de 2013, los Coen confirmaron que Clooney permanecería en el proyecto. En junio de 2014, Josh Brolin, Channing Tatum, Ralph Fiennes y Tilda Swinton se unieron al reparto, se anunció que Universal Pictures sería la distribuidora de la película, y Eric Fellner y Tim Bevan firmaron para producir la película para Working Title Films. En julio, Jonah Hill y Scarlett Johansson empezaron las negociaciones para unirse a la producción. Johansson interpretaría a «una actriz que queda embarazada repentinamente cuando su película está a punto de empezar su producción». Al mes siguiente, se confirmó que Johansson y Hill se habían unido al reparto, y Alden Ehrenreich estaba en negociaciones para hacerlo. En una entrevista con The Daily Beast en septiembre de 2014, Frances McDormand comentó tendría un papel en la película. En octubre, Patrick Fischler, David Krumholtz y Fisher Stevens se unieron al reparto para interpretar guionistas comunistas, y Clancy Brown se unió para interpretar a un actor en la película dentro de la película titulada Hail, Caesar!. Al mes siguiente, Christopher Lambert fue contratado para interpretar a Arne Slessum, un cineasta europeo que tiene una aventura con el personaje de Johannson. En una entrevista en la Ottawa Pop Expo en noviembre de 2014, Robert Picardo reveló que tenía un papel en la película y que se planeaba empezar a filmar en diciembre.

#### Vestuario
La vestuarista Mary Zophres empezó a trabajar 12 semanas antes del rodaje, investigando vestuarios de fines de los años 1940, teniendo en cuenta que la mayoría de la gente en los 50 usaba ropa comprada años anteriores. Diseñó vestuarios para un estudio de cine de principios de la década de 1950, y para seis películas de cine B. Fotografías de la Biblioteca MGM y la Academia de Artes y Ciencias Cinematográficas mostraron que los miembros de las filmaciones cinematográficas se vestían más formalmente: sin pantalones cortos o zapatillas deportivas. Zophres produjo cerca de 15 bocetos preliminares, incluyendo «atuendos tecnicolores esculturales» para el salón de baile que estuvieron inspirados en el trabajo del diseñador Charles James. El traje cruzado para Josh Brolin fue pensado para combinar con su tono de piel, su bigote estuvo inspirado en el de Walt Disney, su cabello recibió una permanente y su personaje usó un fedora. Para el estilo de Channing Tatum, Zophres tomó elementos de Troy Donahue y Tyrone Power. La película requirió más de 2500 atuendos, incluyendo 170 extras romanos, 120 israelitas y cerca de 45 esclavos. Alrededor de 500 de los atuendos fueron hechos a medida de los actores. Hacia el final, el alcance de la producción sobrepasó el presupuesto y Zophres completó ella misma algunas de las costuras.

### Filmación
En octubre de 2014, Roger Deakins anunció en su sitio web que sería el cinematógrafo de la película y que estaba filmando metraje de prueba. La filmación comenzó en Los Ángeles, California, el 10 de noviembre de 2014. Según Los Angeles Times, la decisión de los hermanos Coen de filmar en Los Ángeles incrementó la actividad cinematográfica en esa ciudad, la cual previamente había estado baja. Más tarde en el mismo mes, la actriz Kate Morgan Chadwick fue vista filmando con Brolin. También en noviembre, se confirmó que Emily Beecham tenía un rol en la película. El 4 de diciembre, Clooney fue fotografiado utilizando joyas imperiales mientras filmaba escenas en el centro de Los Ángeles.
Channing Tatum se tiñó el cabello de rubio para su papel como un marinero bailarín de claqué, uno de los cinco bailarines de la secuencia «¡Sin damas!» del Swingin’ Dinghy bar. El actor, que había bailado hip-hop y street, pero nunca claqué, trabajó sin doble después de mucho entrenamiento. Otros bailarines provenían de Broadway, incluyendo a Clifton Samuels, quien comentó que el mayor desafío de la escena no fue la coreografía misma de Christopher Gattelli, sino mantener el estilo de la época «en donde los bailarines debían mantenerse sobre la punta de los pies». Una escena de pantalla partida de la trilogía de That's Entertainment! influenció la decisión de los Coen de ampliar la toma para mostrar a los miembros de la producción moviendo el set. Para la secuencia musical de natación sincronizada de Scarlett Johansson, la producción contrató a la compañía Aqualillies que utilizó 32 nadadoras. «Querían simetría y simplicidad. Querían que se sintiese como Busby Berkeley», comentó la fundadora de Aqualillies, Mesha Kussman. «Nos dieron indicaciones para que lo hiciéramos casi como una pintura en movimiento».
Hail, Caesar! fue la primera película de los Coen en ser filmada en película desde True Grit en 2010. Los Coen habían dicho que su anterior película, Inside Llewyn Davis, posiblemente sería su última película filmada mediante este medio. Sin embargo para la temática de Hollywood clásico de Hail, Caesar! filmar en película era una elección evidente y Deakins estuvo de acuerdo con intentarlo una vez más. «No me importa», dijo Deakins, «Filmaré con un teléfono móvil si lo desean». Al final, la película presentó una «paleta limitada» debido a la poca cantidad de película disponible en la era de la cinematografía digital. Se encontró con «problemas de stock» y laboratorio y no recordaba «haber tenido antes esa clase de problema. Pero ahora me pone nervioso. Honestamente, no quiero volver a hacerlo. No creo que haya infraestructura».

#### Locación
La filmación se llevó a cabo al sur de California, presentándose como un desafío para el mánager de locación John Panzarella. Este notó que «las locaciones de época están desapareciendo rápidamente», incluyendo varias que él mismo utilizó en una anterior película, L.A. Confidential de 1997. El estudio de Warner Bros., que ha mantenido sus antiguos edificios, sirvió para ambientar el estudio ficticio Capital Pictures Productions después de quitar tráileres, conexiones eléctricas y otros elementos contemporáneos. La Union Street en el centro de Los Ángeles también fue utilizada para algunas escenas exteriores del estudio. La escena de baño con Scarlett Johansson, coreografiada y dirigida por Mesha Kussman, empleó a 32 actores trabajando en el tanque de agua en Stage 30 en los Sony Pictures Studios. El salón de conferencia donde Mannix revisa la película junto a los líderes religiosos fue filmado en el salón de dibujo del Cravens Estate en Pasadena. La oficina del abogado Sid Siegelstein fue filmada en el edificio de 1929 Arts District de Los Ángeles.
Se utilizaron otras locaciones para escenas fuera de Capital Pictures, como las de la Vía Apia, filmadas en el Big Sky Movie Ranch en Simi Valley, y la secuencia del oeste, filmada en el Vásquez Rocks Natural Area Park. La secuencia del pozo de Josafat de Judá fue filmada en Bronson Canyon, anteriormente una excavación, en el Parque Griffith. La escena del pub fue filmada en el Hollywood Palladium y los exteriores en The Fonda Theatre. Los exteriores de la casa de Carlotta fueron filmados en una casa de 1927 en Los Feliz, Los Ángeles. El estreno de la película fue filmado en el Los Angeles Theatre, elegido por su espacioso lobby. También se filmó en el Lot Studios de West Hollywood y en el Ayuntamiento de Los Ángeles.

#### Posproducción
Los efectos digitales para Hail, Caesar! incluyeron tres áreas: efectos estándar como los trucos de lazo de Ehrenreich, efectos de época como la pintura mate de Roma que hace referencia a la película Quo vadis? (1951), y efectos para desdibujar los límites entre una película de 2016 y las técnicas clásicas de realización cinematográfica que retrata. Ejemplos de la última incluyen una secuencia croma de un automóvil realizada para que parezca como si empleara la vieja técnica de proyección trasera, y la secuencia del submarino, la cual empleó gráficos por computadora que sugerían el uso de efectos en miniatura. «Era importante que el submarino no se viera tonto», dijo el supervisor de efectos Dan Schrecker, mientras que «el sentido de la pintura mate de Roma era que fuese ridículo». También comentó que el marco de película en llamas en la escena de la Moviola de McDormand era real, creado por Sam Spreckley, un artista visual escocés que experimenta con esa técnica. Los efectos especiales de la casa de la playa fueron un homenaje a North by Northwest.

## Música
El soundtrack para la película, titulado Hail Caesar!: Original Motion Picture Soundtrack, contiene la banda sonora original compuesta por Carter Burwell y una canción cantada por Channing Tatum. Fue lanzado de forma digital y formato físico el 5 de febrero de 2016, a través de Back Lot Music.
Carter Burwell compuso la música y escribió canciones originales junto a Henry Krieger y Willie Reale. La banda sonora fue grabada en el DiMenna Center de Nueva York y durante la edición final de la película se agregaron sesiones de grabación en el Sony Streisand Scoring Stage de Los Ángeles. Burwell utilizó grabaciones del Coro del Ejército Rojo y escribió su propia marcha, titulada «Soviet Man», utilizando la letra de «Varshavyanka», una canción polaca tomada por los soviéticos. Para la escena de natación sincronizada del personaje de Scarlett Johansson la música fue grabada con un arreglo de la barcarola «Belle nuit, ô nuit d'amour» de la ópera compuesta por Jacques Offenbach, Los cuentos de Hoffmann. En su grabación participaron las cantantes de ópera Jamie Chamberlin y Kasondra Kazanjian.

## Estreno

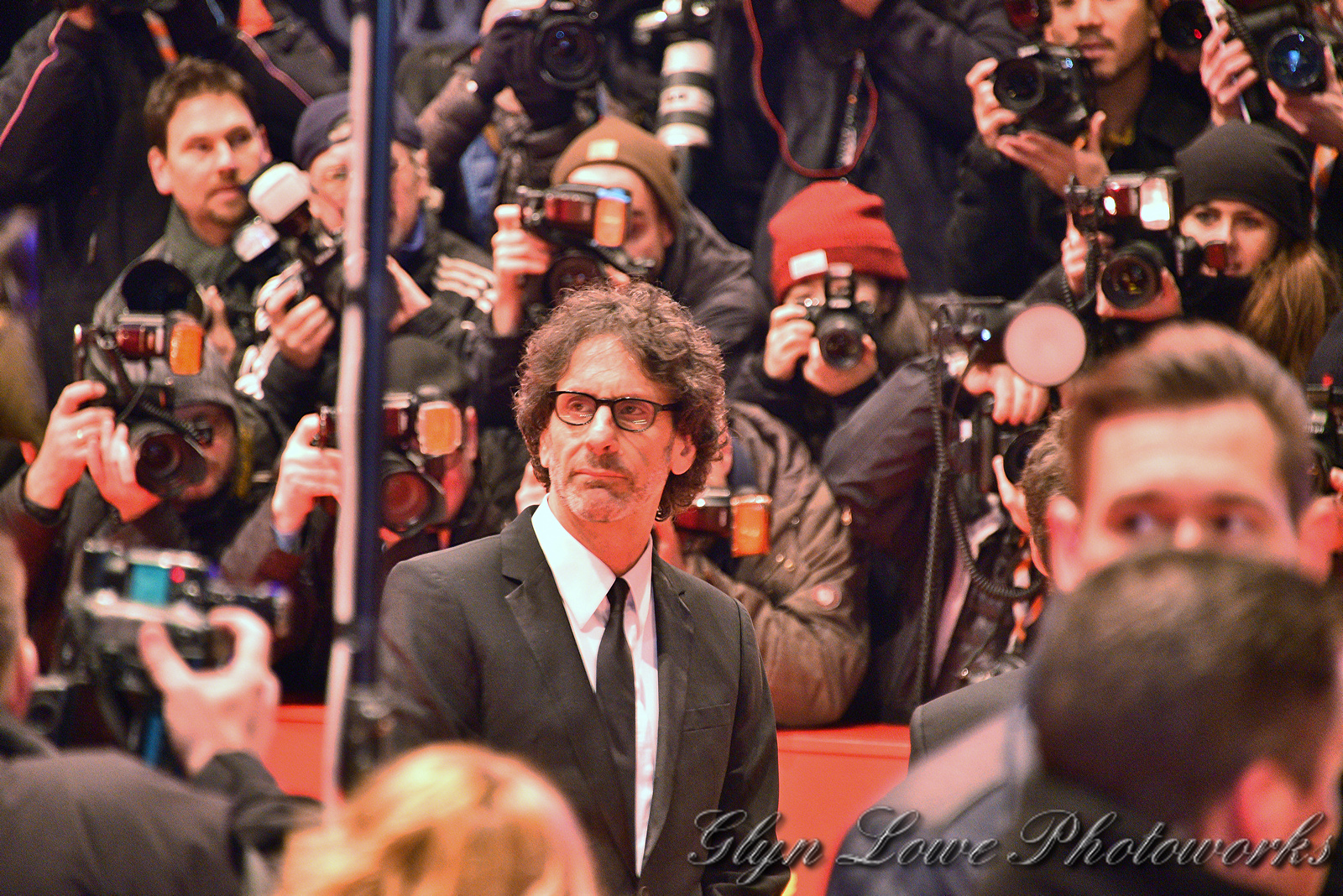
Joel Coen en el estreno de la película en el Festival Internacional de Cine de Berlín el 11 de febrero de 2016.

La película fue estrenada en el Regency Village Theater de Los Ángeles el 1 de febrero de 2016 y en el resto de Estados Unidos el 5 de febrero. Abrió el Festival Internacional de Cine de Berlín el 11 de febrero de 2016. El 19 de febrero llegó a los cines de España con el título ¡Ave, César!. En Hispanoamérica fue titulada ¡Salve, César! y fue estrenada el 14 de abril en Uruguay, el 22 de abril en México y el 28 de abril en Argentina.

## Recibimiento

### Taquilla
Hail, Caesar! recaudó 30.080.225 de dólares en Estados Unidos y 33.149.571	en el resto del mundo, alcanzando un total de 63.229.796, habiendo sido realizada con un presupuesto de 22 millones.
Fue estrenada en Estados Unidos el 5 de febrero de 2016, al mismo tiempo que Pride and Prejudice and Zombies y The Choice. Recaudó 4.310.000 dólares en su primer día de estreno y 11,4 millones en su primer fin de semana, segunda en la recaudación detrás de Kung Fu Panda 3 (21 millones). En su segunda semana la película recaudó 6,6 millones, finalizando sexta en la taquilla.

### Crítica
Hail, Caesar! ha recibido críticas positivas. En Rotten Tomatoes la película tiene un puntaje de 86 %, basado en 362 reseñas, con un promedio de 7,2 sobre 10. El consenso de la crítica la describe: «Llena de detalles de época y un reparto perfecto, Hail, Caesar! encuentra a los hermanos Coen entregando una agradable carta de amor de peso ligero al Hollywood de la posguerra». En Metacritic la película tiene un puntaje de 72 sobre 100, basado en 50 críticas, llegando a un nivel de «críticas generalmente favorables».
Richard Brody, de The New Yorker, llamó a la película «una comedia, brillante y divertidísima, llena de toques rápidos y ligeros de exquisita incongruencia». Escribiendo para Los Angeles Times, Kenneth Turan la llamó un «jocoso tributo y parodia al pasado de Hollywood que divierte desde el principio hasta el final para terminar con su específica recreación del sistema de estudios y las películas que lo hicieron famoso». También comentó que los Coen estuvieron ayudados en gran medida por un «espléndido y entregado grupo de actores».
Manohla Dargis escribió en The New York Times que Hail, Caesar! entra entre medio de las obras maestras y fracasos de los directores. «Es una típica comedia astuta y descentrada, una vez más en contra de la maquinaria del negocio del cine. Y, como se acostumbra con los Coen, suceden más cosas de lo que podría parecer, incluyendo disputas acerca de Dios e ideologías, arte y entretenimiento».
Richard Roeper le dio un puntaje de cuatro sobre cuatro, llamándola una de sus películas favoritas acerca de la realización de películas. El sitio IGN le dio un 7,7 sobre 10, comentando: «Hail, Caesar! puede no ser uno de los mejores trabajos de los hermanos Coen, y podría no atraer al público más allá de Los Ángeles o aquellos que realmente entienden o trabajan en la industria del cine, pero sin embargo es una divertida, encantadora y a menudo graciosa descripción de la época dorada de Hollywood». Melissa Anderson, de The Village Voice, elogió las actuaciones, pero el tono y el humor de la película le resultó «a menudo muy plano». El periódico The Guardian escribió una reseña positiva, elogiando el casting (destacando la actuación de Ralph Fiennes) y comparando la película con Barton Fink, aunque distinguió a Hail, Caesar! como película «más alegre» que la anterior.

### Premios
| Lista de premios y nominaciones             | Lista de premios y nominaciones | Lista de premios y nominaciones                       | Lista de premios y nominaciones                   | Lista de premios y nominaciones | Lista de premios y nominaciones |
| Premio                                      | Fecha                           | Categoría                                             | Candidatos                                        | Resultado                       | Ref(s)                          |
| ------------------------------------------- | ------------------------------- | ----------------------------------------------------- | ------------------------------------------------- | ------------------------------- | ------------------------------- |
| Premios Oscar                               | 26 de febrero de 2017           | Mejor diseño de producción                            | Jess Gonchor y Nancy Haigh                        | Nominados                       | [ 6 ] [ 78 ]                    |
| Premios BAFTA                               | 10 de enero de 2017             | Mejor diseño de producción                            | Jess Gonchor y Nancy Haigh                        | Nominados                       | [ 79 ]                          |
| Premios Eddie                               | 27 de enero de 2017             | Mejor edición de largometraje – Comedia o musical     | Roderick Jaynes                                   | Nominado                        | [ 80 ]                          |
| Premios del Sindicato de directores de arte | 11 de febrero de 2017           | Mejor diseño de producción para una película de época | Jess Gonchor                                      | Nominado                        | [ 81 ]                          |
| Asociación de Críticos de Cine de Chicago   | 15 de diciembre de 2016         | Mejor actor de reparto                                | Alden Ehrenreich                                  | Nominado                        | [ 82 ]                          |
| Premios del Sindicato de vestuaristas       | 21 de febrero de 2017           | Película de época                                     | Mary Zophres                                      | Nominada                        | [ 83 ]                          |
| Premios de la Crítica Cinematográfica       | 11 de diciembre de 2016         | Mejor comedia                                         | Hail, Caesar!                                     | Nominada                        | [ 84 ]                          |
| Denver Film Critics Society                 | 16 de enero de 2017             | Mejor comedia                                         | Hail, Caesar!                                     | Nominada                        | [ 85 ]                          |
| Detroit Film Critics Society                | 19 de diciembre de 2016         | Mejor actor de reparto                                | Alden Ehrenreich                                  | Nominado                        | [ 86 ]                          |
| Make-Up Artists and Hair Stylists Guild     | 19 de febrero de 2017           | Largometraje – Época y/o maquillaje de personajes     | Jean Ann Black, Zoe Hay y Julie Hewett            | Nominados                       | [ 87 ]                          |
| Make-Up Artists and Hair Stylists Guild     | 19 de febrero de 2017           | Largometraje – Época y/o peluquería de personajes     | Cydney Cornell, Matt Danon y Pauletta Lewis-Irwin | Ganadores                       | [ 87 ]                          |
| San Diego Film Critics Society              | 12 de diciembre de 2016         | Mejor actuación cómica                                | Alden Ehrenreich                                  | Nominado                        | [ 88 ] [ 89 ]                   |
| San Diego Film Critics Society              | 12 de diciembre de 2016         | Mejor diseño de producción                            | Jess Gonchor                                      | Ganador                         | [ 88 ] [ 89 ]                   |
| San Diego Film Critics Society              | 12 de diciembre de 2016         | Artista revelación                                    | Alden Ehrenreich                                  | Nominado                        | [ 88 ] [ 89 ]                   |
| St. Louis Gateway Film Critics Association  | 18 de diciembre de 2016         | Mejor cinematografía                                  | Roger Deakins                                     | Nominado                        | [ 90 ]                          |
| St. Louis Gateway Film Critics Association  | 18 de diciembre de 2016         | Mejor diseño de producción                            | Jess Gonchor                                      | Nominado                        | [ 90 ]                          |
| St. Louis Gateway Film Critics Association  | 18 de diciembre de 2016         | Mejor comedia                                         | Hail, Caesar!                                     | Ganadora                        | [ 90 ]                          |
| St. Louis Gateway Film Critics Association  | 18 de diciembre de 2016         | Mejor escena                                          | «Would that it were so simple.»                   | Nominada                        | [ 90 ]                          |